# NGC 4059
NGC 4059 (NGC 4070) é uma galáxia elíptica (E) localizada na direcção da constelação de Coma Berenices. Possui uma declinação de +20° 24' 35" e uma ascensão recta de 12 horas, 04 minutos e 11,3 segundos.
A galáxia NGC 4059 foi descoberta em 27 de Abril de 1785 por William Herschel.